# Lijst van gemeentelijke monumenten in Cranendonck
De gemeente Cranendonck heeft 38 gemeentelijke monumenten. Hieronder een overzicht. 

## Soerendonk
De plaats Soerendonk kent 15 gemeentelijke monumenten:
| Object                 | Bouwjaar   | Architect    | Locatie                          | Coördinaten                   | Nr.       | Afbeelding             |
| ---------------------- | ---------- | ------------ | -------------------------------- | ----------------------------- | --------- | ---------------------- |
| Landhuis               | 1899-1940  |              | Cranendonck 1                    | 51° 18' 15" NB, 5° 35' 23" OL | 1706/SD1  | Landhuis               |
| Woonhuis               | circa 1930 |              | Cranendonck 2                    | 51° 18' 14" NB, 5° 35' 22" OL | 1706/SD2  | Woonhuis               |
| Boerderij              | circa 1880 |              | Cranendonck 10, 10 A             | 51° 18' 16" NB, 5° 35' 20" OL | 1706/SD3  | Boerderij              |
| Boerderij              | 17e-eeuws  |              | Damenweg 15, 15A                 | 51° 18' 1" NB, 5° 34' 14" OL  | 1706/SD4  | Boerderij              |
| Beeld                  | 1946       |              | Damenweg / Dorpsstraat           | 51° 18' 10" NB, 5° 34' 21" OL | 1706/SD5  | Beeld                  |
| Woonhuis               | circa 1900 |              | Dorpsstraat 3                    | 51° 18' 1" NB, 5° 34' 24" OL  | 1706/SD6  | Woonhuis               |
| Boerderij              | circa 1900 |              | Dorpsstraat 12                   | 51° 18' 4" NB, 5° 34' 24" OL  | 1706/SD7  | Boerderij              |
| Kerk                   | 1836-1838. |              | Dorpsstraat 25                   | 51° 18' 9" NB, 5° 34' 26" OL  | 1706/SD8  | Kerk                   |
| Woonhuis               | 1932       |              | Dorpsstraat 65                   | 51° 18' 16" NB, 5° 34' 30" OL | 1706/SD9  | Woonhuis               |
| Oorlogsmonument        | 1945       |              | Dorpsstraat                      | 51° 18' 14" NB, 5° 34' 27" OL | 1706/SD10 | Oorlogsmonument        |
| Woonhuis               |            |              | De Pompers 9                     | 51° 18' 15" NB, 5° 34' 55" OL | 1706/SD11 | Woonhuis               |
| Boerderij              | 19e eeuw   |              | Kruisstraat 2                    | 51° 17' 60" NB, 5° 34' 24" OL | 1706/SD12 | Boerderij              |
| Gedenkplaat            |            |              | Roerdomp                         | 51° 18' 13" NB, 5° 33' 43" OL | 1706/SD13 | Upload foto            |
| Mariabeeld             | 1955       | Karel Lücker | Van Schoonvorstlaan / Molenheide | 51° 18' 26" NB, 5° 34' 60" OL | 1706/SD14 | Mariabeeld             |
| Woonhuis en gevelsteen | 1884       |              | Zitterd 5                        | 51° 17' 57" NB, 5° 34' 22" OL | 1706/SD15 | Woonhuis en gevelsteen |

## Maarheeze
De plaats Maarheeze kent 5 gemeentelijke monumenten:
| Object                 | Bouwjaar   | Architect | Locatie           | Coördinaten                   | Nr.      | Afbeelding  |
| ---------------------- | ---------- | --------- | ----------------- | ----------------------------- | -------- | ----------- |
| Boerderij              | circa 1915 |           | De Hoge Weg 5     | 51° 18' 31" NB, 5° 36' 28" OL | 1706/MH1 | Upload foto |
| Kerkhof                | 16e-eeuws  |           | Kerkstraat ong.   |                               | 1706/MH2 | Upload foto |
| Boerderij              | 1832       |           | Kerkstraat 7      | 51° 18' 33" NB, 5° 36' 26" OL | 1706/MH3 | Boerderij   |
| Café-woonhuis          | 1913       |           | Stationsstraat 80 | 51° 18' 50" NB, 5° 37' 13" OL | 1706/MH4 | Upload foto |
| Woonhuis en voormalige | 1797       |           | Sterkselseweg 6-8 | 51° 18' 47" NB, 5° 36' 55" OL | 1706/MH5 | Upload foto |

## Gastel
De plaats Gastel kent 1 gemeentelijk monument:
| Object | Bouwjaar   | Architect | Locatie          | Coördinaten                  | Nr.      | Afbeelding |
| ------ | ---------- | --------- | ---------------- | ---------------------------- | -------- | ---------- |
| Kapel  | circa 1855 |           | St Cornelisplein | 51° 17' 7" NB, 5° 33' 22" OL | 1706/GA1 | Kapel      |

## Budel
De plaats Budel kent 15 gemeentelijke monumenten:
| Object                | Bouwjaar    | Architect      | Locatie                                    | Coördinaten                   | Nr.       | Afbeelding            |
| --------------------- | ----------- | -------------- | ------------------------------------------ | ----------------------------- | --------- | --------------------- |
| Grenspaal             | 1662        |                | Asbroekweg                                 | 51° 16' 2" NB, 5° 33' 31" OL  | 1706/BU1  | Grenspaal             |
| Langgevelboerderij    | 18e eeuw    |                | Berg 15                                    | 51° 16' 30" NB, 5° 32' 57" OL | 1706/BU2  | Langgevelboerderij    |
| Kortgevelboerderij    | 18-19e eeuw |                | Broekkant 50                               | 51° 17' 1" NB, 5° 35' 24" OL  | 1706/BU3  | Kortgevelboerderij    |
| Waterkuil             |             |                | Cranendoncklaan / Grensweg                 | 51° 15' 45" NB, 5° 33' 46" OL | 1706/BU4  | Waterkuil             |
| Heilig Hartbeeld      | 1930        | Jan Custers    | Kerkstraat                                 | 51° 16' 32" NB, 5° 34' 28" OL | 1706/BU5  | Heilig Hartbeeld      |
| Kloosterkapel         | 1854        |                | Kerkstraat 8 / Kapelstraat 1               | 51° 16' 32" NB, 5° 34' 30" OL | 1706/BU6  | Upload foto           |
| R.K. pastorie         | 1866        |                | Kerkstraat 27                              | 51° 16' 34" NB, 5° 34' 28" OL | 1706/BU7  | R.K. pastorie         |
| Kortgevelboerderij    | 1756        |                | Keunenhoek 29                              | 51° 17' 10" NB, 5° 35' 8" OL  | 1706/BU8  | Kortgevelboerderij    |
| N.H. kerkhof          |             |                | Kloosterdreef                              | 51° 16' 33" NB, 5° 34' 33" OL | 1706/BU9  | N.H. kerkhof          |
| Kapel                 | 1947        | A. Scholten    | Maarheezerweg / Keunenhoek                 | 51° 17' 1" NB, 5° 34' 54" OL  | 1706/BU10 | Kapel                 |
| Langgevelboerderij    | 1660        |                | Molenstraat 2                              | 51° 16' 27" NB, 5° 34' 19" OL | 1706/BU11 | Langgevelboerderij    |
| Schuur                |             |                | Molenstraat 46                             | 51° 16' 36" NB, 5° 34' 8" OL  | 1706/BU12 | Schuur                |
| Winkel-woonhuis       | 1910        |                | Nieuwstraat 14 / Dorpstraat 1,1A,1B        |                               | 1706/BU13 | Winkel-woonhuis       |
| Beeld / R.K. wegkruis | circa 1930  |                | Nieuwstraat / W. de Zwijgerstraat          |                               | 1706/BU14 | Beeld / R.K. wegkruis |
| Oorlogskapel          | 1961        | van Ham, Budel | W. de Zwijgerstraat / Burg. van Udenstraat |                               | 1706/BU15 | Oorlogskapel          |

## Budel-Dorplein
De plaats Budel-Dorplein kent 2 gemeentelijke monumenten:
| Object          | Bouwjaar    | Architect                                  | Locatie                 | Coördinaten                   | Nr.      | Afbeelding      |
| --------------- | ----------- | ------------------------------------------ | ----------------------- | ----------------------------- | -------- | --------------- |
| R.K. kapelletje | 1957        | J. Schets, Budel (kapel), beeld Jean Adams | Hoofdstraat             | 51° 14' 12" NB, 5° 35' 19" OL | 1706/BD1 | R.K. kapelletje |
| Oorlogsmonument | 1947 - 1949 | Cor van Geleuken                           | Hoofdstraat / Kerkplein | 51° 14' 15" NB, 5° 35' 17" OL | 1706/BD2 | Oorlogsmonument |

's-Hertogenbosch ·
Alphen-Chaam ·
Altena ·
Asten ·
Baarle-Nassau ·
Bergeijk ·
Bergen op Zoom ·
Bernheze ·
Best ·
Bladel ·
Boekel ·
Boxtel ·
Cranendonck ·
Deurne ·
Dongen ·
Drimmelen ·
Eersel ·
Eindhoven ·
Etten-Leur ·
Lijst van gemeentelijke monumenten in Geertruidenberg ·
Geldrop-Mierlo ·
Gemert-Bakel ·
Gilze en Rijen ·
Goirle ·
Halderberge ·
Heeze-Leende ·
Helmond ·
Heusden ·
Hilvarenbeek ·
Laarbeek ·
Land van Cuijk ·
Maashorst ·
Meierijstad ·
Moerdijk ·
Nuenen, Gerwen en Nederwetten ·
Oirschot ·
Oisterwijk ·
Oosterhout ·
Oss ·
Reusel-De Mierden ·
Roosendaal ·
Someren ·
Son en Breugel ·
Lijst van gemeentelijke monumenten in Steenbergen ·
Tilburg ·
Valkenswaard ·
Vught ·
Waalre ·
Waalwijk ·
Woensdrecht ·
Zundert